# Neuengamme koncentrationslejr
Neuengamme var en nazistisk kz-lejr. Den ligger i delstaten Hamburg 15 kilometer sydøst for centrum i bydelen Neuengamme og er i dag et museum.

## Lejrens historie
Lejren blev oprettet i 1938 ved et teglværk som en underlejr af kz-lejren Sachsenhausen. I 1940 fik den status som selvstændig kz-lejr og fik med tiden 96 mindre arbejdslejre og "udekommandoer" under sig som underlejren Banterweg, hvor danskeren Gustav Alfred Jepsen var stedfortrædende lejrkommandant. Gustav Alfred Jepsen blev efter krigen dømt til døden af en britisk domstol for krigsforbrydelser begået i Banterweg.
Arbejdet i hovedlejren Neuengamme bestod hovedsageligt i produktion af mursten og bygningen af en kanal til at transportere murstenene fra lejren. Fangerne måtte grave den tunge jord ud med primitive redskaber uden hensyn til helbred og vejret.
Fra 13.december 1938 til 4. maj 1945 havde lejren 106.000 fanger fra 28 lande: russere (34.350), polakker (16.900), franskmænd (11.500), tyskere (9.200), nederlændere (hollændere), 6.950), belgiere (4.800) og danskere (4.800). Der var også tyske jøder, kommunister, homoseksuelle, prostituerede, sigøjnere, Jehovas Vidner og andre. Ca 55.000 døde pga. de umenneskelige forhold: mishandling, hårdt arbejde med meget lidt mad og uhygiejniske forhold.
Tre af underlejrene er bevaret som mindesteder: Bullenhuser Damm, Kritenbarg 8 og Suhrenkamp 98. Den første er viet mindet om 20 børn fra Auschwitz, der blev udsat for medicinske eksperimenter af SS-lægen Kurt Heissmeyer, der injicerede levende tuberkelbakterier i blod og lunger efter at have fjernet deres lymfekirtler. Heissmeyer besluttede at få dem dræbt 20. april 1945 for at skjule spor efter forsøgene. Efter indsprøjtninger med morfin blev børnene hængt i kroge i væggen, "som malerier på væggen", erindrede den ene SS-mand, der var med til drabene. Den anden underlejr var fyldt med kvindelige fanger fra Łódź i Polen. Den tredje underlejr lå ved Fuhlsbüttels fængsel. Dele af den lejr gav plads til kommunister, modstandere af regimet og andre grupper. Ca. 450 fanger blev myrdet dér.
3. maj 1945 blev fartøjerne Cap Arcona, Thielbek, Athen og Deutschland IV lastet med fanger fra lejren, slæbt ud fra kaj og forladt drivende i Lübeck-bugten for at fjerne spor efter lejren. Allierede fly bombede og sænkede skibene. Ca. 8.000 fanger druknede eller blev skudt på stranden af SS.
De fleste af de 6.000 danskere, som kom i koncentrationslejr, kom til Neuengamme eller en af dens underlejre.

## Underlejre
Neuengamme var delt op i et antal underlejre (eller udelejre).
| Navn                                               | Tidsrum                                                                           | Antal fanger/ heraf døde                             | Lejrleder |
| -------------------------------------------------- | --------------------------------------------------------------------------------- | ---------------------------------------------------- | --- |
| KZ Alderney (I. SS-Baubrigade), kaldet Sild-lejren | 5. marts 1943 – 24. juni 1944                                                     | 1.000 mænd/ mindst 100                               | SS-Hauptsturmführer Maximilian List, fra marts 1944 SS-Obersturmführer Georg Braun |
| Außenlager Alt Garge                               | 24. august 1944 - 15. februar 1945                                                | 500 mænd/ mindst 49                                  | SS-Oberscharführer Walter |
| KZ Engerhafe                                       | 21. oktober 1944 - 22. december 1944                                              | 2.000 mænd/ mindst 188                               | SS-Oberscharführer Erwin Seifert |
| Bad Sassendorf (11. SS-Eisenbahnbaubrigade)        | 8. februar 1945 til 4./5. april 1945                                              | 504                                                  | |
| Außenlager Boizenburg                              | august 1944 til 28. april 1945                                                    | 400 kvinder                                          | Oberaufseherin Gertrud Moeller |
| KZ-Außenlager SS-Reitschule                        | ca. 20. december 1944 til midt/slut februar 1945                                  | ca. 800 kvinder                                      | |
| KZ-Außenlager Schillstraße                         | 17. august 1944 til 26. marts 1945                                                | 800 mænd / mindst 300                                | i slutningen af oktober 1944 SS-Hauptscharführer Max Kirstein Stützpunktleiter der Nebenlager Braunschweigs |
| KZ-Außenlager Vechelde                             | september 1944 til slutningen af marts/begyndelsen af april 1945                  | 400 mænd                                             | Helmut Sebrantke |
| Breitenfelde bei Mölln                             | 10. november 1944 til 30. april 1945                                              | 20 mænd                                              | |
| Außenlager Boizenburg                              | august 1944 til 28. april 1945                                                    | 400 kvinder                                          | |
| KZ Bahrsplate                                      | 6./7. september 1944 til 9. april 1945                                            | ca. 1.000 mænd                                       | Oberfeldwebel der Wehrmacht Richard-Johann vom Endt |
| Bremen-Neuenland                                   | 16. august 1944 til 28. november 1944                                             | 1.000 mænd                                           | SS-Obersturmführer Hugo Benedict (Stützpunktleiter aller Bremer Nebenlager) |
| Bremen-Schützenhof                                 | december 1944 til 7. eller 9. april 1945                                          | 700 mænd / mere end 200                              | |
| Bremen (II. SS-Baubrigade)                         | 12. oktober 1942 til 15. april 1944                                               | 750 mænd                                             | SS-Hauptsturmführer Gerhard Weigel |
| Bremen Hindenburgkaserne                           | 2. august 1944 til 26. september 1944                                             | 800 kvinder                                          | SS-Unterscharführer Peter Pittmann, fra midt september 1944 SS-Hauptscharführer Johann Hille |
| Bremen-Obernheide                                  | 26. september 1944 til 4. april 1945                                              | 800 kvinder / mindst 20                              | SS-Hauptscharführer Johann Hille |
| Borgward-Werke (Bremen)                            | 25. august 1944 til 12. oktober 1944                                              | 1.000 mænd                                           | |
| KZ Uphusen                                         | 7. februar 1945 til 4. april 1945                                                 | 100 kvinder                                          | |
| KZ Farge                                           | oktober 1943 til 10. april 1945                                                   | 3.000 mænd / mindst 533                              | fra midt 1944 Hauptmann des Heeres Ulrich Wahl in dieser Funktion Hauptsturmführer der Reserve der Waffen-SS |
| KZ Darß-Wieck                                      | januar 1941 til slut februar 1941                                                 | 50 mænd                                              | SS-Oberscharführer Ewald Jauch |
| Darß-Zingst                                        | slut 1941 til april 1942                                                          | 50 mænd                                              | |
| Düssin (Mecklenburg)                               | 15. september 1944 til 1. marts 1945                                              | 80 mænd                                              | |
| Fallersleben (KZ Arbeitsdorf)                      | begyndelsen af april 1942 til 1. oktober 1942                                     | 800 mænd / mindst 6                                  | Martin Gottfried Weiß og fra midt juli 1942 Wilhelm Schitli |
| Fallersleben-Laagberg (mænd)                       | 31. maj 1944 til 8. april 1945                                                    | 800 mænd / mindst 144                                | SS-Hauptscharführer Johannes Pump. Stellvertreter: Anton Callesen, ab januar 1945 Wehrmachtsoffizier Karl Werringloer |
| Garlitz (Mecklenburg)                              | 3. februar 1945 til 2. maj 1945                                                   | ca. 10 kvinder og mænd                               | SS-Hauptsturmführer Joseph Sewera |
| Außenlager Goslar                                  | 20. oktober 1944 til 25. marts 1945                                               | 15 mænd                                              | |
| KZ-Außenlager Hamburg-Eidelstedt                   | a) 27. september 1944 - 7. april 1945 b) 20./21. april - 5. maj 1945              | a) 500 kvinder b) mere end 100 kvinder               | SS-Unterscharführer Walter Kümmel |
| Hamburg-Finkenwerder                               | oktober 1944 til slut marts 1945                                                  | ca. 600 mænd / mindst 280                            | |
| Hamburg-Fuhlsbüttel                                | 25. oktober 1944 til 15. februar 1945                                             | omkring 1.500 mænd                                   | |
| Hamburg-Hammerbrook (II. SS-Baubrigade)            | 7. august 1943 til april 1944                                                     | 930 mænd                                             | SS-Hauptsturmführer Weigel |
| Hamburg-Hammerbrook (Bombensuchkommando)           | midt 1944 til 25. marts 1945                                                      | 35 mænd                                              | |
| Außenlager Hamburg-Hammerbrook (Spaldingstraße)    | oktober 1944 - 17. april 1945                                                     | 2.000 mænd / omkring 500 til 800                     | SS-Obersturmführer Karl Wiedemann (fra oktober 1944 Stützpunktleiter aller Hamburger Nebenlager) fra december 1944 SS-Obersturmführer Arnold Strippel (fra december 1944 Stützpunktleiter aller Hamburger Nebenlager) |
| Außenlager Hamburg-Langenhorn                      | a) 12. september 1944 - 3. eller 4. april 1945 b) ca. 20. april - 3. maj 1945     | ca. 750 kvinder                                      | Walter Lau |
| Hamburg-Neugraben                                  | 13. september 1944 - 8. februar 1945                                              | 500 kvinder                                          | SS-Hauptscharführer Friedrich-Wilhelm Kliem |
| Hamburg-Rothenburgsort                             | november 1944 til 9./11. april 1945                                               | 1.000 mænd                                           | SS-Oberscharführer Ewald Jauch, Stellvertreter Johann Frahm |
| Hamburg-Sasel                                      | a) 13. september 1944 - 7. april 1945 b) 21. april - 4./5. maj 1945               | 500 kvinder / mindst 35                              | Hauptmann der Wehrmacht Merker derefter SS-Oberscharführer Leonhard Stark |
| Hamburg-Steinwerder                                | 22. november 1944 til 21. april 1945                                              | 250 mænd                                             | SS-Oberscharführer august Reich nach drei Tagen Überlassung des Kommandos an Stellvertreter Arthur Zeise |
| Hamburg-Steinwerder                                | 9. oktober 1944 til 12. april 1945                                                | 600 mænd / mindst 250                                | SS-Oberscharführer Peitz |
| Hamburg-Tiefstack                                  | 8. februar 1945 til 7. april 1945                                                 | 500 kvinder                                          | SS Hauptscharführer Friedrich-Wilhelm Kliem |
| Hamburg-Veddel (mænd)                              | a) 15. september 1944 til 25. oktober 1944 b) 15. februar 1945 til 14. april 1945 | a) 2.000 mænd (1944) / mindst 150 b) 800 mænd (1945) | til 25. oktober 1944 SS-Obersturmführer Karl Wiedemann |
| Hamburg-Veddel (kvinder)                           | midt juli 1944 til 13. september 1944                                             | 1.500 kvinder                                        | |
| Außenlager Hamburg-Wandsbek                        | 8. juni 1944 til 30. april 1945                                                   | ca. 550 kvinder                                      | SS-Unterscharführer Johannes Heinrich Steenbock, zwischenzeitlich SS-Untersturmführer Max Kierstein, später der von der Wehrmacht in den KZ-Dienst mere endstellte Friedrich Wilhelm Hinz |
| KZ Hannover-Langenhagen                            | 2. oktober 1944 til 6. januar 1945                                                | 500 kvinder                                          | |
| KZ Hannover-Mühlenberg                             | 3. februar 1945 til 6. april 1945                                                 | 500 mænd / mindst 79                                 | SS-Oberscharführer Walter Quakernack |
| KZ Hannover-Limmer                                 | 25. juni 1944 til 6. april 1945                                                   | ca. 1.050 kvinder                                    | fra marts 1945 SS-Hauptsturmführer Otto Thümmel |
| KZ Stöcken                                         | 17. juli 1943 til 7. april 1945                                                   | 1.500 mænd / mindst 403                              | SS-Oberscharführer Johannes P. , derefter SS-Untersturmführer Hugo Benedict, folgend der SS-Untersturmführer Hans Hermann Griem. Im juli 1944 wurde SS-Hauptsturmführer Kurt Klebeck Lagerleiter |
| KZ Stöcken                                         | 7. september 1944 til 30. november 1944                                           | 1.000 mænd / mindst 55                               | SS-Unterscharführer Otto „Tull“ Harder |
| KZ Hannover-Misburg                                | 26. juni 1944 til 6. april 1945                                                   | 1.000 mænd / mindst 55                               | fra juli 1944 SS-Obersturmführer Karl Wiedemann, derefter SS-Hauptscharführer Hans Gehrt |
| KZ Hannover-Ahlem                                  | 30. november 1944 til 6. april 1945                                               | mere end 750 mænd                                    | SS-Hauptscharführer Otto Harder |
| Beendorf (kvinder)                                 | august 1944 til 10. april 1945                                                    | 2.500 kvinder                                        | SS-Obersturmführer Gerhard Poppenhagen |
| KZ Beendorf (mænd)                                 | 17. marts 1944 til 10. april 1945                                                 | 750 mænd                                             | SS-Obersturmführer Gerhard Poppenhagen |
| Außenlager Hildesheim                              | 2. marts 1945 til 26. marts 1945                                                  | 500 mænd                                             | SS Hauptsturmführer Otto Thümmel |
| Horneburg                                          | a) midt oktober 1944 til midt februar 1945 b) 24. februar 1945 til 8. april 1945  | a) 250 kvinder b) 300 kvinder                        | SS-Unterscharführer Peter Klaus Friedrich Hansen |
| KZ Husum-Schwesing                                 | 26. september 1944 til 29. december 1944                                          | 2.500 mænd / mindst 297                              | SS-Untersturmführer Hans Hermann Griem. Stellvertreter: SS-Unterscharführer Josef Klingler |
| KZ Kaltenkirchen                                   | august 1944 til 17. april 1945                                                    | 500 mænd / mindst 214                                | SS-Hauptsturmführer Otto Freyer, anschließend SS-Hauptsturmführer Bernhard Waldmann |
| Außenlager Kiel                                    | juli 1944 til september 1944                                                      | 50 mænd                                              | |
| KZ Ladelund                                        | 1. november 1944 til 16. december 1944                                            | 2.000 mænd / mindst 301                              | SS-Untersturmführer Hans Hermann Griem |
| Lengerich                                          | 29. marts 1944 til 1. april 1945                                                  | 200 mænd / mindst 7                                  | SS-Untersturmführer Küster |
| MUNA Lübberstedt                                   | august 1944 til 29. april 1945                                                    | 500 kvinder / mindst 100                             | |
| Lütjenburg-Hohwacht                                | 16. november 1944 til 19. april 1945                                              | 200 mænd                                             | SS-Hauptscharführer Gätjens |
| Lüneburg-Kaland (II. SS-Baubrigade)                | 12. august 1943 til 13. november 1943                                             | 155 mænd                                             | SS-Oberscharführer Johann Hille |
| Meppen-Dalum                                       | november 1944 til 25. marts 1945                                                  | 800 mænd                                             | SS-Untersturmführer Hans Hermann Griem, Stellvertreter: SS-Unterscharführer Josef Klingler |
| Lager Versen                                       | 16. november 1944 til 25. marts 1945                                              | 1.800 mænd / mindst 50                               | SS-Obersturmführer Schäfer |
| KZ Neustadt in Holstein                            | december 1944 til 1. maj 1945                                                     | 15 mænd                                              | |
| Osnabrück (II. SS-Baubrigade)                      | 17. oktober 1942 til maj 1943                                                     | 250 mænd                                             | SS-Oberscharführer Brinkmann, ab november 1942 SS-Oberscharführer Walter Döring, ab februar 1943 SS Hauptscharführer Gerds |
| KZ Porta Westfalica-Hausberge (mænd)               | Efterår 1944 til 1. april 1945                                                    | 170 mænd                                             | Stützpunktleiter: Hermann Wicklein |
| KZ Porta Westfalica-Hausberge (kvinder)            | midt februar 1945 til 1. april 1945                                               | 1.000 kvinder                                        | Stützpunktleiter: Hermann Wicklein |
| KZ Porta Westfalica-Barkhausen                     | 19. marts 1944 til 1. april 1945                                                  | 1.300 mænd                                           | Stützpunktleiter: Hermann Wicklein. Arbejdslejren i Porta Westfalica lå ved den senere by Porta Westfalica ca. 100 kilometer syd for Bremen. På dette sted var der store arbejder i gang med at indrette fabrikker inde i bjergene. Danskere i Porta Westfalica-Barkhausen: Niels Frommelt, Kristen Kjeldsen, Jørgen Staffeldt, Viggo Wedel-Brandt (13. september 1919 – 12. februar 1945) og Jørgen Kieler. |
| KZ Porta Westfalica-Neesen                         | 1. oktober 1944 til 1. april 1945                                                 | 500 mænd / mindst 100                                | SS-Oberscharführer Emanuel Eichler, Stützpunktleiter: Hermann Wicklein |
| KZ Salzgitter-Bad                                  | september 1944 til 7. april 1945                                                  | 500 kvinder / mindst 200                             | fra slutningen af 1944 SS-Untersturmführer Longin Bladowski |
| KZ Salzgitter-Drütte                               | 13. oktober 1942 til 7. april 1945                                                | 3.100 mænd                                           | SS-Hauptsturmführer Rautenberg, derfter SS-Hauptsturmführer Hermann Forster, anschließend SS- Obersturmführer Arnold Strippel und etwa ab februar 1945 SS-Obersturmführer Karl Wiedemann |
| Salzgitter-Watenstedt / Leinde (kvinder)           | juli 1944 til 7. april 1945                                                       | 800 kvinder                                          | |
| KZ Salzgitter-Watenstedt / Leinde (mænd)           | maj 1944 til 7. april 1945                                                        | 2.000 mænd, mod slutningen af krigen 5.000 mænd      | SS-Scharführer Peter Wiehagen |
| Außenlager Salzwedel                               | slutningen af juli/begyndelsen af august 1944 til 14. april 1945                  | 1.520 kvinder                                        | |
| Stammlager X B                                     | april 1945                                                                        | mindst 8.000 / mere end 3.000                        | |
| Außenlager Schandelah                              | 8. maj 1944 til 10. april 1945                                                    | 800 mænd / mindst 200                                | SS-Oberscharführer Ewald Jauch dann SS Unterscharführer Friedrich Ebsen |
| KZ Uelzen                                          | slutningen af 1944 til 17. april 1945                                             | 500 mænd                                             | i hvert fald i februar og marts 1945 SS-Untersturmführer Otto Harder |
| Außenlager Verden                                  | 8. januar 1945 til april 1945                                                     | 8 mænd                                               | |
| Außenlager Warberg                                 | 5. juni 1944 til 8. januar 1945                                                   | 8 mænd                                               | |
| Wedel (kvinder)                                    | 13. september 1944 til 27. september 1944                                         | 500 kvinder                                          | SS-Unterscharführer Walter Kümmel |
| Wedel (mænd)                                       | 17. oktober 1944 til 20. november 1944                                            | 500 mænd / mindst 27                                 | |
| Wilhelmshaven (Alter Banter Weg)                   | 17. september 1944 til 5. april 1945                                              | 1.200 mænd / mere end 234                            | Wehrmachtsoffizier Otto Thümmel, senere Arnold Büscher og Schwanke |
| Wilhelmshaven (II. SS-Baubrigade)                  | forår 1943 til november 1943                                                      | 175 mænd                                             | |
| Außenlager Wittenberge                             | 28. august 1942 til 17. februar 1945                                              | 500 mænd / mindst 119                                | SS-Hauptscharführer Max Kirstein, stedfortræder til marts 1943 Wilhelm Dreimann |
| Wöbbelin                                           | a) 12. februar – marts 1945 b) april - 2. maj 1945                                | a) 650 mænd b) mere end 5.000 / mere end 1.000       | SS-Sturmbannführer Paul Werner Hoppe, Schutzhaftlagerführer Theodor Traugott Meyer |

## De Hvide Busser
Neuengamme blev i marts og april 1945 benyttet til transitlejr for skandinaviske fanger, som blev reddet af De Hvide Busser. Natten til 18. marts 1945 kørte danske og norske fanger fra Sachsenhausen til opsamling i Neuengamme, før turen gik til Frøslevlejren. Himmler havde først tilladt transport ud af Tyskland i april. Da skandinaverne ankom til Neuengamme, blev flere hundrede fanger slæbt ud – døde og døende mellem hinanden. Russerne havde i længere tid gemt de døde i madrasserne for at få deres madrationer. Det tog Røde Kors et kvarter at fjerne dem. Blandt nordmændene vakte det protester, at 2.000 syge og døende fanger måtte give plads til 2.000 skandinaver. Tyskerne havde planlagt at evakuere Sachsenhausen-fangerne til Bergen-Belsen, men de nåede kun at sende et fåtal derhen. De ti nordmænd og den ene dansker, der ankom til Neuengamme fra Bergen-Belsen, var alvorligt syge af tyfus.
I april 1945 skulle grev Folke Bernadotte inspicere fangebarakkerne. Da nogle fanger kom slæbende på en halvtreds liters suppespand, forlangte han at smage den. Kommandanten fik fremskaffet en ske og spurgte, om suppen ikke smagte godt. "Inte ens hunden vill ha den," svarede Bernadotte.
Oversættelse: Ikke engang en hund vil spise det!